# 多用户分集
提高無線行動通訊系統性能除了Bandwidth、Power 、Receiver Complexity和Space Diversity之外，還存在用戶(user)本身Diversity。也就是說從多用戶網路的觀點，許多用戶之間可以透過彼此的合作，來達到提高系統性能的目標。例如，無線資源管理技術中的排程技術(Scheduling)就提供這種Multi-user Diversity的自由度。